# Município de Marion (condado de Clinton, Ohio)
O município de Marion (em inglês: Marion Township) é um município localizado no condado de Clinton no estado estadounidense de Ohio. No ano de 2010 tinha uma população de 5.394 habitantes e uma densidade populacional de 81,78 pessoas por km².

## Geografia
O município de Marion encontra-se localizado nas coordenadas 39° 18′ 09″ N, 83° 57′ 38″ O. Segundo a Departamento do Censo dos Estados Unidos, o município tem uma superfície total de 65.96 km², da qual 65.45 km² correspondem a terra firme e (0.77%) 0.51 km² é água.

## Demografia
Segundo o censo de 2010, tinha 5.394 habitantes residindo no município de Marion. A densidade populacional era de 81,78 hab./km². Dos 5.394 habitantes, o município de Marion estava composto pelo 97.76% brancos, o 0.44% eram afroamericanos, o 0.22% eram amerindios, o 0.22% eram asiáticos, o 0.04% eram insulares do Pacífico, o 0.2% eram de outras raças e o 1.11% pertenciam a dois ou mais raças. Do total da população o 0.57% eram hispanos ou latinos de qualquer raça.